# Martin Höhlig
Martin Höhlig (* 2. April 1882 in Zwickau; † 17. Dezember 1948 in Berlin, Charlottenburg) war ein deutscher Fotograf.

## Leben
Es ist anzunehmen, dass er eine Lehre als Lichtbildner absolvierte und sich in Ateliers namhafter Fotografen seine ausgezeichneten handwerklichen Fähigkeiten aneignete. Schwerpunkt seiner frühen beruflichen Tätigkeit war die traditionelle Porträtfotografie, die Haupterwerbsquelle der Fotografen des 19. und beginnenden 20. Jahrhunderts. Weiterhin verdiente er sich seinen Lebensunterhalt mit der Herstellung von fotografischen Vorlagen für Postkarten. Der Porträtfotografie blieb er zeitlebens treu. Albert Einstein wurde von ihm im März 1923 für das Gesellschaftsmagazin Vanity Fair porträtiert. Darüber hinaus fertigte er Porträts anderer Geistesgrößen jüdischer Herkunft, zum Beispiel vom Psychiater und Schriftsteller Sigmund Freud und von dem prominenten Rechtsanwalt und Dramatiker Erich Frey. Der bekannte havelländische Maler Karl Hagemeister stand ebenfalls vor seiner Kamera. Er lichtete Größen des politischen Lebens des Kaiserreichs und der Weimarer Republik ab, so Kaiser Wilhelm II. im Doorner Exil, den Reichspräsidenten Generalfeldmarschall Paul von Hindenburg und Generalfeldmarschall August von Mackensen.
Um 1920 gründete Höhlig ein eigenes Atelier in unmittelbarer Nähe des Potsdamer Platzes, in der Bellevuestraße 21. In derselben Straße hatte auch der prominente Fotograf Nicola Perscheid sein Atelier. Die noble, exponierte Lage des Ateliers und seine hervorragenden Kontakte zu bekannten Persönlichkeiten des gesellschaftlichen Lebens weisen ihn als Fotografen der oberen Gesellschaftsschicht aus.
Von 1933 bis 1937 war Höhlig Mitglied und Fotograf des Vereins für die Geschichte Berlins. Im Jahre 1937 wurden alle Mitglieder jüdischer Herkunft ausgeschlossen. Im selben Jahr verließ auch Höhlig den Verein. Es ist anzunehmen, dass er wegen der von ihm porträtierten jüdischen Persönlichkeiten und der umfassenden Darstellung jüdischen Geschäftslebens in seinem fotografischen Werk als „Judenfreund“ gebrandmarkt und mit Feme belegt wurde, so dass er freiwillig den Verein verließ oder ebenfalls ausgeschlossen wurde.
Nach dem Krieg war das Leben Höhligs sowie das so vieler anderer Künstler durch Perspektivlosigkeit und Stagnation geprägt. Mangelnde Aufträge gestatteten ihm nur spärlich, seinen Lebensunterhalt zu bestreiten. Zunehmend verfiel er in Depressionen. Am 17. Dezember 1948 schied er durch Selbsttötung aus dem Leben. Er erschoss sich in seiner Charlottenburger Wohnung Havelstraße 15.

## Werk
Höhlig war ein Meister des Umgangs mit dem Licht. Er verstand es wie nur wenige, dem Rezipienten die Schönheit und Ästhetik der von ihm fotografierten Objekte und Sujets zu vermitteln. Durch effektive Nutzung des Lichts erreichte er vielmals sogar, dass der künstlerische Ausdruck, die künstlerische Wirkung des Dargestellten überhöht und übersteigert wurden. Die Qualität seiner Sachfotos äußerte sich in Schärfe, Präzision und der Darstellung von Kontrasten, vor allem von Licht und Schatten. Seine Arbeiten zeugen von einer sorgfältigen Auswahl der Objekte und Sujets sowie von einer inneren Verarbeitung, die im Ergebnis eine Identifikation und individuelle Interpretation hervorbrachten.
Höhlig ist neben Sasha Stone, Willy Römer, Mario von Bucovich und László Willinger ein bedeutender fotografischer Chronist der Weltstadtjahre Berlins. Er stellt mit seinem Werk umfassend den gesellschaftlichen Umbruch in dieser Zeit dar. Uns wird ein kaleidoskopartiger Gesamtblick auf eine junge, moderne, aufstrebende, zukunftsorientierte und weltoffene Stadt geboten, der von unschätzbarem kulturhistorischen und sozialdokumentarischen Wert ist. Dieses Stadtpanorama ist eine einzigartige Werbung für die Weltstadt Berlin. Dabei wird das Hauptaugenmerk auf die attraktiven Seiten der Urbanisierung gelegt. Es werden vor allem die mondänen, konsumorientierten, vergnügungssüchtig-wollüstigen und luxuriösen Seiten der Hauptstadt gezeigt, die Lebensart, die auch als „Tanz auf dem Vulkan“ bezeichnet wird. Er orientierte sich offenbar an der amerikanischen Lebensweise, die er als vorbildlich empfand. Die Schattenseiten der Urbanisierung, die sozialen Brennpunkte, der Lebensraum der Massen, die Stellung des Menschen in der Gesellschaft wurden, anders als in den Werken zeitgenössischer Fotografen wie August Sander, Willy Pragher und Willy Römer, weitgehend ausgespart. Sie bleiben auf die Abbildung einiger weniger kleiner Kiezgeschäfte beschränkt. Dies muss nicht unbedingt als kritisch betrachtet werden, da Höhlig Anliegen und Schwerpunkt seiner Tätigkeit in der Vermittlung eines positiven und optimistischen Blickes auf die Entwicklung Berlins sah. In diesem Zusammenhang ist auch zu beachten, dass die Auftraggeber seiner Arbeiten hauptsächlich Industrielle, Architekten, Kaufleute, Bauherren und öffentliche Institutionen waren. Den Mittel- und Höhepunkt des fotografischen Schaffens Höhligs widerspiegeln die Arbeiten, die im Rahmen des gesellschaftlichen Großereignisses „Berlin im Licht“ entstanden sind. Die Lichtwoche, die mit eben diesem Motto warb, fand vom 13. bis 18. Oktober 1928 in der Reichshauptstadt statt. Von 19 Uhr bis 1 Uhr morgens waren weite Gebiete der Stadt, insbesondere im Zentrum und in den Geschäfts- und Vergnügungsvierteln illuminiert. Dabei ergänzten sich eigens zu diesem Zweck installierte Festbeleuchtungen mit vorhandenen und ebenfalls anlässlich des Ereignisses geschaffenen Zweck- und Reklamebeleuchtungen. Das Lichtfest wurde durch den Verein Berliner Kaufleute und Industrieller und die Berliner Stadtverwaltung organisiert. Hauptsponsoren waren die großen Berliner Elektrokonzerne Osram, Siemens, AEG, Telefunken, sowie die Bewag. Ziel dieser festlichen Aktion war es, die Leistungsfähigkeit der deutschen Industrie, insbesondere der Elektroindustrie, darzustellen, den Einzelhandelsumsatz durch konzertierte Leuchtreklamewerbung anzukurbeln und vor allem Berlin ganzheitlich als attraktive Weltstadt zu präsentieren. Höhlig dokumentierte das Lichtfest im Auftrag von Sponsoren und Organisatoren in Fotoalben mit je 10, insgesamt einhundert unterschiedlichen Fotos, die das Stadtbild während des Ereignisses repräsentativ wiedergaben. Die Alben trugen den Titel „Berlin im Licht“. Ungefähr 80 Prozent der Fotos in den einzelnen Alben waren identisch, die restlichen Fotos variierten hinsichtlich der Abbildung von verschiedenen Einzelhandelsgeschäften.
Das Spektrum des fotografischen Schaffens Höhligs umfasst die Bereiche Architektur, Kultur, Kunst, Unterhaltung, Geschäftsleben und Konsum, sowie Verkehr und industrielle Entwicklung. Besonderes Augenmerk widmet Höhlig der Architekturfotografie. Berlin hat sich im Laufe seiner Geschichte sporadisch und diskontinuierlich entwickelt und verfügt nicht über die architektonische Homogenität anderer Weltstädte. Daher konzentrierte sich Höhlig auf die Abbildung herausragender Einzelbauwerke aus sechs Jahrhunderten. Die Fotos von Baudenkmalen bedeutender Architekten, wie beispielsweise Andreas Schlüter (Schloss Charlottenburg, Stadtschloss), Georg Wenzeslaus von Knobelsdorff (St.-Hedwigs-Kathedrale, Staatsoper Unter den Linden) und Karl Friedrich Schinkel (Altes Museum, Staatliches Schauspielhaus, National-Denkmal im Victoriapark), vermitteln dem Betrachter durch ihre lichtbildnerische Gestaltung die volle Schönheit und Ästhetik der Objekte und heben somit nachdrücklich deren Bedeutung hervor. Ein besonderes Anliegen seiner Architekturfotografie war die Darstellung der Integration neuer, moderner Bauten in das Stadtbild Berlins. Mit offensichtlicher Freude und Begeisterung widmete er sich der Abbildung von Bauwerken im Stile der Neuen Sachlichkeit, die seit 1925 Berlin zunehmend prägten.